# Сан-Мамеде-де-Ешкаріш
Сан-Мамеде-де-Ешкаріш (порт. São Mamede de Escariz; МФА: [ˈsɐ̃w mɐ.ˈme.dɨ dɨ ʃ.kɐ.ˈɾiʃ]) — парафія в Португалії, у муніципалітеті Віла-Верде. Розташована в північно-західній частині країни, на теренах історичної португальської провінції Дору-Міню. Входить до складу округу Брага. За адміністративним поділом, чинним до 1976 року, терени парафії були складовою провінції Міню. Належить до Бразької архідіоцезії Католицької церкви. Патрон — святий Мамант. Площа — 3,4175 км². Населення — 388 ос. (2011). Слабо урбанізований регіон. Густота населення — 113,53 осіб/км²
. Код — 031345.

## Назва
- Ешкаріш (Сан-Мамеде) (порт. Escariz (São Mamede)) — офіційна назва.

## Населення
| Кількість мешканців | Кількість мешканців | Кількість мешканців | Кількість мешканців | Кількість мешканців | Кількість мешканців | Кількість мешканців | Кількість мешканців | Кількість мешканців | Кількість мешканців | Кількість мешканців | Кількість мешканців | Кількість мешканців | Кількість мешканців | Кількість мешканців |
| ------------------- | ------------------- | ------------------- | ------------------- | ------------------- | ------------------- | ------------------- | ------------------- | ------------------- | ------------------- | ------------------- | ------------------- | ------------------- | ------------------- | ------------------- |
| 1864                | 1878                | 1890                | 1900                | 1911                | 1920                | 1930                | 1940                | 1950                | 1960                | 1970                | 1981                | 1991                | 2001                | 2011                |
| 391                 | 405                 | 395                 | 394                 | 377                 | 377                 | 373                 | 500                 | 518                 | 483                 | 443                 | 432                 | 450                 | 395                 | 388                 |